# Oospila astigma
Oospila astigma är en fjärilsart som beskrevs av W. Warren 1907. Oospila astigma ingår i släktet Oospila och familjen mätare. Inga underarter finns listade i Catalogue of Life.